# Guam-Monarch
Der Guam-Monarch (Myiagra freycineti), auch als Guam-Fliegenschnäpper bezeichnet, ist eine ausgestorbene Singvogelart aus der Familie der Monarchen (Monarchidae). Er war auf der Marianen-Insel Guam endemisch. Zeitweise wurde er als Unterart des Karolinen-Monarchen (Myiagra oceanica) betrachtet.

## Merkmale
Der Guam-Monarch erreichte eine Größe von 13 cm. Bei den Altvögeln waren Kopf und Hals bläulich mit einem metallischen Glanz. Rücken und Oberflügeldecken waren grünlichblau. Der Bürzel war grünlichblau mit einer grauen Verwaschung. Kinn und Kehle waren weiß. Die Brust war hell zimtfarben. Der Schwanz war blaugrau. Schnabel, Beine und Füße waren schwarz. Die Iris war dunkelbraun.

## Lebensraum und Lebensweise
Die Art bewohnte fast alle Lebensräume auf Guam, mit Ausnahme der südlichen Savannen. Schleichend suchte er die dichte Vegetation nach Insekten ab. Der Guam-Monarch war häufig in Vergesellschaftung mit dem ebenfalls ausgestorbenen Guam-Fuchsfächerschwanz (Rhipidura rufifrons uraniae) zu beobachten, er bevorzugte jedoch das höhere Blätterdach zur Nahrungssuche. Gebrütet wurde offenbar das ganze Jahr über, wobei die Hauptbrutsaison zwischen Januar und Juni lag und eine geringere Brutaktivität insbesondere im November und Dezember verzeichnet wurde. Das gut versteckte Nest wurde aus Rinde, Flechten, dünnen Gräsern, Schleim und Spinnweben errichtet. Das Gelege bestand aus ein bis zwei dunkel cremefarbenen Eiern mit rötlichbraunen Punkten und Flecken. Das Revier wurde aggressiv verteidigt, auch gegen weit größere Vögel, wie dem Karolinen-Star (Aplonis opaca). Der Guam-Monarch konnte durch seinen lauten Kontaktruf geortet werden, der eine Reihe von ein bis sechs Pfiffen umfasste.

## Aussterben
Vor 1950 war der Guam-Monarch, abgesehen von den südlichen Ebenen, auf ganz Guam verbreitet. Ab 1971 war er nur noch auf die nördliche Hochebene, hauptsächlich unterhalb der Steilküste in den Brotfruchtwäldern (Artocarpus), beschränkt, wo er jedoch häufig vorkam. In den folgenden zehn Jahren erfolgte ein massiver Rückgang der Art, so dass 1981 430 Exemplare und Anfang 1983 weniger als 100 Exemplare im Flussbecken des Pajon gezählt wurden. Im Oktober 1983 wurde nur noch ein einzelnes Männchen beobachtet. Dieses Individuum wurde zwecks Aufbau eines Erhaltungszuchtprogramms eingefangen. Der Versuch, diese Art dadurch vor der Ausrottung zu bewahren, erwies sich jedoch als Fehlschlag, da es nicht gelang, weitere Exemplare des Guam-Monarchen aufzuspüren. Am 15. Mai 1984 starb das Männchen aus unbekannten Gründen. Seuchen könnten eine Rolle dabei gespielt haben, als die letzte Population praktisch innerhalb von sechs Monaten ausgelöscht wurde. Der entscheidende Faktor für das Aussterben des Guam-Monarchen dürfte mit ziemlicher Sicherheit die Nachstellung durch die Braune Nachtbaumnatter (Boiga irregularis) gewesen sein, die in den 1940er-Jahren auf Guam eingeschleppt wurde und eine ernsthafte Bedrohung für die heimische Avifauna darstellt.
Bälge werden im Bernice P. Bishop Museum in Honolulu, in der Smithsonian Institution in Washington D.C. und im Museum Naturalis in Leiden aufbewahrt. Ein Nest und Eier befinden sich im Bernice P. Bishop Museum.